# Calochromus luteolus
Calochromus luteolus is een keversoort uit de familie netschildkevers (Lycidae). De wetenschappelijke naam van de soort werd in 1992 gepubliceerd door Milada Bocáková.